# Yo soy Bea
Yo soy Bea (em português - Eu sou Bea) é uma série de televisão no formato de telenovela produzida pela Grundy Producciones e exibida no Telecinco, canal da Espanha. O seriado teve 773 episódios em 3 temporadas.

## Elenco
- Ruth Núñez ..... Beatriz "Bea" Pinzón
- Aure Sánchez ..... Benito Lozano
- Miguel Hermoso Arnao ..... Diego de la Vega
- David Arnaiz ..... Richard de Castro
- Fedra Lorente ..... Marga Vivales
- Alejandro Tous ..... Álvaro Aguilar
- Mónica Estarreado ..... Cayetana de la Vega
- José Manuel Seda ..... Gonzalo de Soto
- Norma Ruíz ..... Bárbara Ortiz
- Inma Isla ..... Elena Puente
- Carmen Ruiz ..... Chusa Suárez
- Berta de la Dehesa ..... Jimena Fernández
- Vicente Cuesta ..... Carmelo Pérez
- Roberto Correcher ..... Santi Rodríguez
- Ana Milán ..... Sandra de la Vega
- Israel Rodríguez ..... Jota López
- Borja Tous ..... Saúl Gutiérrez

## Prêmios

### TP de Oro
- Melhor telenovela (2007)
- Melhor telenovela (2006)

## Nomeações

### TP de Oro
- Melhor telenovela (2009)
- Melhor telenovela (2008)
- Melhor atriz - Ruth Núñez (2006)

### União de Atores
- Melhor atriz revelação - Norma Ruiz (2007)
- Melhor atriz protagonista de televisão - Ruth Núñez (2007)
- Melhor atriz protagonista de televisão - Ruth Núñez (2006)

### Fotogramas de Plata
- Melhor atriz de televisão - Ruth Núñez (2006)

### Prêmios Zapping
- Melhor atriz - Ana Milán (2007)
- Melhor atriz - Ruth Núñez (2006)